# ケビン・キャメロン
ケビン・キャメロン (Kevin John Cameron, 1979年12月15日 - ) は。アメリカ合衆国イリノイ州ジョリエット出身の元プロ野球選手（投手）。右投右打。

## 経歴

### プロ入り - ツインズ時代 (2001 - 2006)
1998年6月2日、ドラフト42巡目でシカゴ・ホワイトソックスから指名されたが、プロ入りせずにジョージア工科大学へ進学した。
2001年6月5日、今度はドラフト13巡目でミネソタ・ツインズから指名され、6月9日に契約を結んだ。入団後、ルーキー級のエリザベストン・ツインズに配属され、22試合にリリーフ登板。全試合で完了を記録し、防御率1.57・1勝1敗13セーブ・WHIP0.91という成績を残した。
2002年は、マイナーでもメジャーでも登板はなかった。
2003年は、A級のクアッドシティーズ・リバーバンディッツでプレー。39試合のリリーフ登板で、防御率3.92・1勝5敗2セーブ・WHIP1.45という成績を残した。
2004年は、AA級のニューブリテン・ロックキャッツとA+級のフォートマイヤーズ・ミラクルの2階級でプレー。ニューブリテンでは26試合にリリーフ登板し、防御率2.33・1勝3敗3セーブ・WHIP1.47という成績を記録。そして、フォートマイヤーズでは22試合のリリーフ登板で、防御率3.13・2勝3敗1セーブ・WHIP1.14だった。なお、同年は2チーム計で48試合に登板したが、これはメジャーも含め、キャメロンの年間登板試合数としては自己ベストタイである。
2005年は、ニューブリテンのみでプレーして、43試合の登板で防御率2.72・6勝2敗6セーブ・WHIP1.30という成績を残した。
2006年は、AAA級のロチェスター・レッドウイングスに昇格し、40試合のリリーフ登板で防御率2.98・6勝4敗9セーブ・WHIP1.19という成績を残した。オフシーズンの12月7日、ルール5ドラフトで、サンディエゴ・パドレスへ移籍。ちなみに同年は、アリゾナ・フォールリーグのメサ・ソーラーソックスでも11試合に登板した。

### パドレス時代 (2007 - 2008)
2007年は開幕メジャー入りを果たし、4月5日のサンフランシスコ・ジャイアンツ戦でメジャーデビューを果たした。シーズン前半は好投が続き、21試合に投げて失点は1だけだった。最終的には48試合にリリーフ登板し、防御率2.79・2勝0敗・WHIP1.57という成績を残した。
2008年は、メジャーでは10試合の登板で防御率3.60・WHIP1.60だった。また、マイナーではAAA級のポートランド・ビーバーズとルーキー級のアリゾナリーグ・パドレスでプレー。2チーム計で17試合に登板し、防御率1.74・1勝0敗1セーブ・WHIP0.97という成績を残した。また、メジャー及びマイナーでは自身初となる先発登板も果たした。同年オフ、FAとなった。

### アスレティックス時代 (2009)
2008年11月24日、オークランド・アスレティックスと契約を結んだ。
2009年は、11試合にリリーフ登板して防御率3.44・WHIP1.15という成績を残したが、2年連続で未勝利だった。マイナーでは、サクラメント・リバーキャッツ (AAA級) で10試合と、アリゾナリーグ・アスレティックスで1試合の計11試合に登板し、防御率2.57・2勝1敗1セーブ・WHIP1.29という成績を残した。同年10月15日に2度目のFAとなり、12月22日にサンフランシスコ・ジャイアンツと契約した。
ジャイアンツと契約後 (2010年以降) は、メジャーでもマイナーでも試合出場が記録されていない。

## 詳細情報

### 年度別投手成績
| 年 度    | 球 団    | 登 板 | 先 発 | 完 投 | 完 封 | 無 四 球 | 勝 利 | 敗 戦 | セ 丨 ブ | ホ 丨 ル ド | 勝 率 | 打 者 | 投 球 回 | 被 安 打 | 被 本 塁 打 | 与 四 球 | 敬 遠 | 与 死 球 | 奪 三 振 | 暴 投 | ボ 丨 ク | 失 点 | 自 責 点 | 防 御 率 | W H I P |
| -------- | -------- | ----- | ----- | ----- | ----- | -------- | ----- | ----- | -------- | ----------- | ----- | ----- | -------- | -------- | ----------- | -------- | ----- | -------- | -------- | ----- | -------- | ----- | -------- | -------- | ------- |
| 2007     | SD       | 48    | 0     | 0     | 0     | 0        | 2     | 0     | 0        | 1           | 1.000 | 263   | 58.0     | 55       | 0           | 36       | 5     | 0        | 50       | 2     | 0        | 24    | 18       | 2.79     | 1.57    |
| 2008     | SD       | 10    | 0     | 0     | 0     | 0        | 0     | 0     | 0        | 0           | ----  | 46    | 10.0     | 10       | 0           | 6        | 2     | 0        | 5        | 0     | 0        | 4     | 0        | 3.60     | 1.60    |
| 2009     | OAK      | 11    | 0     | 0     | 0     | 0        | 0     | 0     | 0        | 1           | ----  | 74    | 18.1     | 15       | 1           | 6        | 0     | 0        | 15       | 0     | 0        | 7     | 7        | 3.44     | 1.15    |
| MLB：3年 | MLB：3年 | 69    | 0     | 0     | 0     | 0        | 2     | 0     | 0        | 2           | 1.000 | 383   | 86.1     | 80       | 1           | 48       | 7     | 0        | 70       | 2     | 0        | 40    | 29       | 3.02     | 1.48    |

### 背番号
- 41（2007年 - 2008年）
- 49（2009年 - 同年途中）
- 52（2009年途中 - 同年終了）